# Olle Wilson
Olle Wilson, född 27 augusti 1964, är svensk författare och fotograf. Han har i sin verksamhet främst intresserat sig för motorkultur och arkitektur samt medverkat i flera konstprojekt. Olle Wilson har publicerats i dagstidningar och månadstidningar. Han är fil. dr, lektor i konstvetenskap vid Uppsala universitet och disputerade 2012 med en avhandling om internationella bensinbolags etablering i Sverige under 1900-talet. Som barnboksförfattare debuterade Olle Wilson med boken Världens bilar! 2016.